# Le pietre di Pantalica
Le pietre di Pantalica è una raccolta di racconti di Vincenzo Consolo pubblicata nel 1988.
Pantalica, necropoli rupestre formata da circa 5.000 grotte scavate fra il XIII e l'VIII secolo a.C., vale come esempio di luogo da conservare intatto per la sua suggestione naturale e artistica, ma soprattutto come simbolo di una autenticità umana che sembra in via di estinzione.

## Contenuto
La storia ha inizio con la fine della seconda guerra mondiale, e la prima sezione del libro, Teatro, raccoglie i frammenti di un possibile romanzo sulla Sicilia all'epoca dello sbarco degli americani nel 1943. La liberazione e il dopoguerra avevano alimentato una grande speranza di riscatto, cui ha fatto seguito però una grande disillusione. Non per caso in Teatro, soprattutto nella serie "Ratumeni", dedicata a un episodio di occupazione di terre in Mazzarino, si ritrovano molti problemi che erano già al centro de Il sorriso dell'ignoto marinaio: anzitutto la continuità del potere economico-sociale al di là dei cambiamenti formali di governo, e l'estraneità della gente siciliana allo stato italiano.
Il titolo di questa prima sezione sottolinea però anche un altro aspetto della concezione del mondo consoliana, ovvero l'idea che la vita umana sia sorretta da un gioco illusionistico, e assomigli a una rappresentazione teatrale. È una concezione barocca, che, per i legami profondi fra la cultura siciliana e quella spagnola, si ritrova in molti scrittori dell'isola.
La seconda sezione, Persone, raccoglie una serie di ritratti di intellettuali: Sciascia, Buttitta, Antonino Uccello, Lucio Piccolo. A questi si aggiunge, ne I linguaggi del bosco, una rilettura di una fase dell'infanzia di Consolo stesso attraverso due fotografie del 1938, che ritraggono il padre dello scrittore accanto al suo principale strumento di lavoro, un fiammante camion. Si ripropone così esplicitamente un altro motivo caro a Consolo, dal Sorriso a Retablo, quello cioè dell'intreccio fra l'arte della parola e quella dell'immagine.
Con Eventi, la successiva sezione, lo scrittore si porta ad un contatto ravvicinato con la cronaca. Per esempio il “Memoriale di Basilio Archita” è una riscrittura, a pochi giorni dai fatti, di un atroce episodio di clandestini africani buttati in pasto ai pescecani da un mercantile greco. Usando la prima persona grammaticale Consolo si mette nei panni di un immaginario marittimo italiano coinvolto nel delitto, ricostruendo un gioco di suspense e anticipazioni narrative. Né si deve trascurare lo sforzo di fingere un linguaggio poverissimo, carico di forme del parlato comune, lontanissimo dunque dello stile consueto dell'autore. Curiosamente però nel personaggio di Basilio, in teoria distante dalla personalità di chi lo ha inventato, c'è anche un autoritratto, e nemmeno tanto nascosto: «Io non sono buono a parlare, mi trovo meglio a scrivere».
In effetti Consolo dissemina e nasconde nelle sue opere autoritratti. Anche la bambina compagna di giochi dell'autore nell'unico racconto direttamente autobiografico, Amalia, che rivela a Vincenzo «il bosco più intricato e segreto» e che conosce infinite lingue, sembra, oltre che un personaggio reale, anche un alter ego del narratore. Amalia infatti «Nominava» le cose «in una lingua di sua invenzione, una lingua unica e personale, che ora a poco a poco insegnava a me e con la quale per la prima volta comunicava».

## Edizioni
- Vincenzo Consolo, Le pietre di Pantalica, Milano, Mondadori, 1988, SBN RMS1182813.
- Vincenzo Consolo, Le pietre di Pantalica, Oscar, n. 1076, 9ª ed., Milano, Mondadori, 2012, SBN CFI0793578.